# Гордана Чомич
Гордана Чомич (серб. Гордана Чомић; 16 червня 1958, Новий Сад) — сербська фізикиня, політична діячка, феміністка, міністерка з прав людини та меншин і соціального діалогу в уряді Сербії, колишня віцепрезидент Народної асамблеї Республіки Сербія, колишня високопосадовиця Демократичної партії.

## Біографія
Гордана Чомич працювала в Університеті Нового Саду з 1984 року до 1999 року на факультеті технічних наук на посаді асистентки з дисципліни «Фізика». Після викладацької кар'єри вона влаштувалася на роботу в JP SRC "Vojvodina", Новий Сад і залишалася там до 2004 року, де займалася маркетингом.
Входила до міського комітету ДС Новий Сад ( 1992 ), була прессекретаркою міського комітету та провінційного комітету ДС для Воєводини. Голова виборчого штабу міського комітету ДС Новий Сад ( 1996). Голова обласного комітету ДС Воєводини (2000−2001). Віцепрезидент Демократичної партії (2001−2004).
На другій черговій конференції Жіночого форуму ДС, що відбулася 11 червня 2006 року, обрана президентом Жіночого форуму.
Входила до виконавчої ради міста Новий Сад (1997). Депутатка Скупщини АР Воєводина протягом кількох термінів, президент парламентської групи опозиції (1996−2000), віцепрезидент Скупщини АП Воєводина (2000−2001). Народна депутатка у Скупщині Республіки Сербія (2000-2003, 2003-2006, 2007-2008, 2008-2012, 2012-2014), виконувала функції віцепрезидента Скупщини Сербії. Була президентом Комітету у закордонних справах, заступницею голови Комітету з охорони довкілля та членкинею Комітету з питань євроінтеграції парламенту Сербії.
На парламентських виборах 16 березня 2014 року обрана депутаткою Народних зборів Республіки Сербія, до 2020 року обіймала посаду віцепрезидента Народних зборів Республіки Сербія. років. На 18-й асамблеї Демократичної партії, що відбулася 31 травня 2014 року, обрана віцепрезидентом Демократичної партії. На засіданні Головної ради ДС, що відбулося 29 червня 2014 року, обрана заступницею президента Демократичної партії. На 19-й асамблеї Демократичної партії, що відбулася після фіаско на виборах у Белграді, була кандидаткою у президенти Демократичної партії, але Зоран Лутовач переміг, але вона все ще була генеральною секретаркою партії, а також членкинею президії. 
Активістка жіночого руху та «Жіночої політичної мережі» з 2000 року. На початку 2020 року зірвала парламентський бойкот ДС, подала поправку, згідно з якою не менше 40% депутатських списків повинні становити жінки. Через це її виключили з ДС, а парламент проголосував за цей законопроєкт. На виборах 2020 року в списку була Об'єднана демократична Сербія. Після виборів 2020 р. вона увійшла до складу уряду Ани Брнабич, де займає посаду міністерки з прав людини та прав меншин.
Одружена, мати чотирьох дітей. Хобі — риболовля. Володіє англійською, французькою та німецькою мовами.

## Зовнішні посилання
- Сторінка Гордани Чомич на сайті НЗРС